# Biblioteca Nacional do México
Por decreto do Presidente Benito Juárez, em 1867, a Biblioteca Nacional do México foi criada e estabelecida no antigo templo de San Agustín, após extinção da Universidade Real. A Biblioteca Nacional é considerada a biblioteca mais importante do México, pois sua grandeza é acentuada desde sua abertura, com um acervo de 90 mil volumes, compostos de manuscritos, incunábulos e impressos. Atualmente a biblioteca contém 1 250 000 itens, que se dividem entre materiais magnéticos, audiovisuais, ópticos, eletrônicos, microfonados e impressos.

## Histórico
Em 1914 se vinculou a Universidade Nacional do México.
E em 1967, o Instituto de Investigações Bibliográficas foi criado com o intuito de administrar e coordenar a Biblioteca Nacional do México, sendo que após 12 anos foi obrigada a se mudar para o Centro Cultural Universitário, sua atual sede.
Seu objetivo principal é “reunir, organizar, preservar e difundir a memória bibliográfica e documental do México, com a finalidade desenvolver a ciência e a educação de seu país”. Com isso torna-se primordial a compilação e disponibilização de obras que abordam como assunto o México, editados tanto no país quanto no estrangeiro.
Para cumprir com seus objetivos a biblioteca conta com pessoa qualificado e um edifício de aproximadamente 30 mil metros quadrados divididos em 4 níveis, uma planta baixa e um edifício anexo, denominado fundo reservado. 
Seu acervo é organizado da seguinte forma:
- Sala Interna – serve como lugar de guarda dos livros mais antigos da biblioteca, como manuscrito, incunábulos, coleções iconográficas e impressos do século XVI e XIX.

- Coleção geral – é composta de obras contemporânea.
- Sala de consulta – constituída de obras para consulta, como dicionários, enciclopédias, etc.
- Sala especial – espaço destinado à coleções de materiais especiais, como CD, publicações em braile, mapas, jogos, vídeo gravações, etc.

Seu acervo é disponibilizado para consulta em linha, assim como subsídios para acesso a 
esse material, como salas especiais, consulta automatizada e orientações.
Suas funções remontam sobre os seguintes aspectos: é receptora de depósito legal, adquire obras sobre México editadas em outros países, compila a bibliografia nacional, promove serviços bibliotecários e também de informações em geral.
A coordenação depende de 4 departamentos: aquisições, catalogação, fundo reservado e serviços ao público e um laboratório de conservação